# مقام سيد قاسم (دار خوين)
مقام سيد قاسم (بالفارسية: امام‌زاده سیدقاسم) هي منطقة سكنية تقع في إيران في قسم دار خوين الريفي.